# Eriotrix
Ne doit pas être confondu avec Eriothrix.
Genre
Classification phylogénétique
Eriotrix est un genre de plante à fleurs de la famille des Asteraceae, endémique de l'île de La Réunion, représenté seulement par deux espèces qui sont de petits sous-arbrisseaux de la végétation d'altitude :
- Eriotrix commersonii, une espèce rarissime,
- Eriotrix lycopodioides, une espèce peu fréquente des landes d'altitude.

La définition du genre par Cassini, spécialiste des Asteraceae (à l'époque dénommées “Synanthérées”), apparaît en 1817 dans le Bulletin des Sciences publié par la Société philomatique de Paris.
Eriotrix lycopodioides est protégée par arrêté ministériel. Sa cueillette ou sa destruction est interdite. Eriotrix commersonii n'est pas citée dans l'arrêté. 

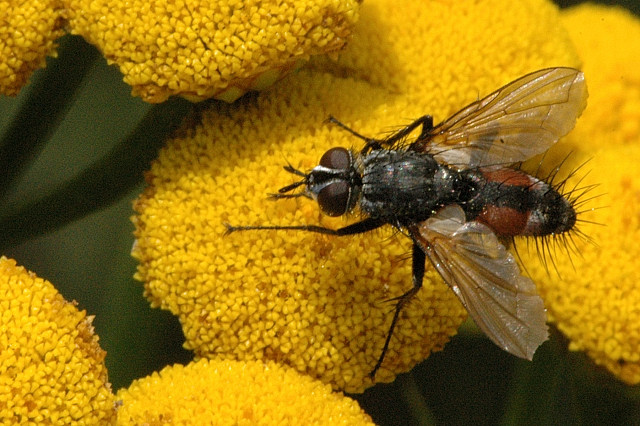
Eriothrix avec un “h” et deux ailes (ici Eriothrix rufomaculatus) n'est pas une plante

La graphie Eriothrix apparaît dans certaines publications, elle est cependant réservée aux insectes du genre Eriothrix dans l'ordre des Diptères.
Le nom Eriotrix a été constitué à partir des mots grecs ἔριον [erion] « la laine » et θρίξ [thrix]  « le cheveu » parce que les akènes sont surmontés d'un pappus d'aspect laineux, formé de soies enchevêtrées.